# Take a Chance (singolo)
Take a Chance è un singolo del cantante svedese Robin Bengtsson, pubblicato il 22 febbraio 2020 su etichetta discografica Universal Music AB. Il brano è scritto da Jimmy Jansson, Karl-Frederik Reichhardt e Marcus Winther-John.
Con Take a Chance il cantante ha preso parte a Melodifestivalen 2020, la competizione canora svedese utilizzata come processo di selezione per l'Eurovision Song Contest 2020. Essendo risultato uno dei due più votati dal pubblico fra i sette partecipanti alla sua semifinale, ha avuto accesso diretto alla finale del 7 marzo, dove si è classificato all'8º posto su 12 partecipanti con 63 punti totalizzati.

## Tracce
1. Take a Chance – 3:01

## Classifiche
| Classifica (2020) | Posizione massima |
| ----------------- | ----------------- |
| Svezia            | 13                |